# Здуни (гміна, Кротошинський повіт)
Гміна Здуни (пол. Gmina Zduny) — місько-сільська гміна у північно-західній Польщі. Належить до Кротошинського повіту Великопольського воєводства.
Станом на 31 грудня 2011 у гміні проживало 7322 особи.

## Територія
Згідно з даними за 2007 рік площа гміни становила 85.20 км², у тому числі:
- орні землі: 50.00 %
- ліси: 41.00 %

Таким чином, площа гміни становить 11.93 % площі повіту.

## Населення
Станом на 31 грудня 2011:
| Опис     | Загалом | Загалом | Чоловіки | Чоловіки | Жінки | Жінки |
| -------- | ------- | ------- | -------- | -------- | ----- | ----- |
| одиниця  | осіб    | %       | осіб     | %        | осіб  | %     |
| все      | 7322    | 100     | 3654     | 49.90    | 3668  | 50.10 |
| міське   | 4551    | 100     | 2241     | 49.24    | 2310  | 50.76 |
| сільське | 2771    | 100     | 1413     | 50.99    | 1358  | 49.01 |

## Сусідні гміни
Гміна Здуни межує з такими гмінами: Кобилін, Кротошин, Мілич, Сульмежице, Цешкув, Ютросін.